# 癸二酸二甲酯
癸二酸二甲酯（英語：dimethyl sebacate，缩写DMS）是一种有机化合物，化学式C12H22O4，可见于黄芪、Sextonia rubra、蒙古黄耆等物种。
在橡胶工业中为一种癸二酸酯类增塑剂，可作为醋酸纤维素、苄基纤维素、醋酸丁酸纤维素、硝酸纤维素、乙基纤维素等纤维素树脂；聚氯乙烯、聚醋酸乙烯酯、聚苯乙烯、聚甲基丙烯酸甲酯等乙烯基树脂和合成橡胶的增塑剂、软化剂和溶剂。但其系癸二酸酯类增塑剂中挥发性最大的，因此其应用有限。其可由由癸二酸与甲醇进行酯化而得。